# Siergiej Mostowoj
Siergiej Andriejewicz Mostowoj (ros. Сергей Андреевич Мостовой, ur. 5 lipca?/18 lipca 1908 w chutorze Griniow (obecnie część miasta Kałacz), zm. 31 grudnia 1979 w Kałaczu) – radziecki żołnierz, czerwonoarmista, Bohater Związku Radzieckiego (1945).

## Życiorys
Urodził się w ukraińskiej rodzinie chłopskiej. Po ukończeniu szkoły podstawowej pracował w domowym gospodarstwie, później w kołchozie. Od czerwca 1941 służył w armii, od lipca 1941 uczestniczył w wojnie z Niemcami. Walczył na Froncie Centralnym, Briańskim, Południowo-Zachodnim/3 Ukraińskim i 1 Białoruskim. Brał udział w walkach obronnych w 1941, w bitwie pod Stalingradem, operacji barwienkowsko-łozowskiej, bitwie o Dniepr, operacji nikopolsko-krzyworoskiej, bieriezniegowato-snigiriowskiej, odeskiej, brzesko-lubelskiej, warszawsko-poznańskiej i berlińskiej. Szczególnie wyróżnił się podczas operacji warszawsko-poznańskiej jako czerwonoarmista 3 batalionu 220 gwardyjskiego pułku piechoty 79 Gwardyjskiej Dywizji Piechoty 28 Gwardyjskiego Korpusu Piechoty 8 Gwardyjskiej Armii 1 Frontu Białoruskiego. Będąc celowniczym stacjonarnego karabinu maszynowego podczas przełamywania obrony przeciwnika na przyczółku magnuszewskim 14 stycznia 1945 zlikwidował trzy stanowiska ogniowe wroga, zabezpieczając ataki na swoim odcinku. Podczas dalszego natarcia 25 stycznia w rejonie Poznania jako jeden z pierwszych sforsował tam Wartę i zabezpieczał dalszą przeprawę, biorąc udział w odpieraniu niemieckich kontrataków, likwidując stanowiska ogniowe i siłę żywą wroga, umożliwiając wykonanie przez batalion zadania bojowego. Po wojnie został zmobilizowany, mieszkał w Kałaczu, gdzie pracował w kołchozie.

## Odznaczenia
- Złota Gwiazda Bohatera Związku Radzieckiego (24 marca 1945)
- Order Lenina (24 marca 1945)
- Medal „Za zasługi bojowe” (28 lutego 1945)

I inne.